# GUTS!
〈GUTS!〉는 아라시의 43번째 싱글이다.

## 개요
전작 〈Bittersweet〉로부터 약 2개월 만의 싱글이다. 통상반·초회 한정반의 2형태로 발매된다.
타이틀곡 〈GUTS!〉는 멤버 니노미야 카즈나리 주연의 닛폰 TV 드라마 《약해도 이길 수 있습니다~아오시 선생님과 풋내기 고교 야구 선수의 야망~》의 주제가이다.

## 수록곡

### 초회 한정반
CD
1. GUTS!
작사: eltvo, s-Tnk / 작곡: SAKRA / 편곡: 이시즈카 토모키
  - 닛폰 TV 계열 드라마 《약해도 이길 수 있습니다~아오시 선생님과 풋내기 고교 야구 선수의 야망~》 주제가
2. Fly
작사: HYDRANT / 작곡: YASUSHI WATANABE / 편곡: 요시오카 타쿠
3. Fly（オリジナル・カラオケ）

DVD
1. 〈GUTS!〉 비디오 클립

### 통상반
1. GUTS!
2. 君が笑えるように / 네가 웃을 수 있도록
작사: KOSH, Macoto56 / 작곡: KOSH / 편곡: ha-j
3. Love Wonderland
작사: AKIRA / 작곡·편곡: AKIRA, U-TA
4. GUTS!（オリジナル・カラオケ）
5. 君が笑えるように（オリジナル・カラオケ）
6. Love Wonderland（オリジナル・カラオケ）